# Bydgoski Festiwal Nauki
Bydgoski Festiwal Nauki (BFN) – coroczna inicjatywa popularyzująca naukę, kulturę i sztukę. Celem BFN jest rozpowszechnianie osiągnięć naukowych i technicznych wśród mieszkańców Bydgoszczy oraz regionu kujawsko-pomorskiego. Oficjalne hasło festiwalu to: „Złap bakcyla nauki”, jednak organizatorom przyświeca również maksyma Konfucjusza: „Powiedz mi, a zapomnę. Pokaż mi, a zapamiętam. Pozwól mi zrobić, a zrozumiem”.

## Charakterystyka
Bydgoski Festiwal Nauki jest imprezą popularnonaukową, organizowaną co roku przez środowiska akademickie oraz środowiska pozauczelniane. Festiwal odbywa się od 2010 roku i każda kolejna edycja udowadnia, że nauka nie jest nudna. Maksymą Festiwalu jest hasło: „Złap bakcyla nauki”. Dzięki zaangażowaniu pracowników naukowo-dydaktycznych, studentów, partnerów bydgoskich uczelni uczestnicy Festiwalu mogą przekonać się, jak bardzo inspirująca i fascynująca jest nauka.
Celem Festiwalu jest popularyzacja nauki, kultury i sztuki, promocja wśród mieszkańców Bydgoszczy i regionu najważniejszych osiągnięć naukowych, technicznych, a także rozbudzenie zainteresowań szeroko rozumianą kulturą i sztuką.
Bydgoski Festiwal Nauki jest największym tego typu wydarzeniem w Bydgoszczy. W gronie organizatorów są: Uniwersytet Kazimierza Wielkiego, Uniwersytet Technologiczno-Przyrodniczy, Wyższa Szkoła Gospodarki, Collegium Medicum UMK oraz Bydgoska Szkoła Wyższa. Warto zaznaczyć, ze do współpracy przy tworzeniu oferty programowej zgłasza się wiele jednostek zewnętrznych, takich jak np. uczelnie wyższe, szkoły, biblioteki, instytucje kultury, straż pożarna, policja czy firmy prywatne, stowarzyszenia, fundacje.
Ta odbywająca się w ciągu kilku dni impreza oparta jest na projektach z przeróżnych dziedzin nauki, prowadzonych we wszystkich możliwych formach (wykłady, warsztaty, pokazy, eksperymenty, dyskusje panelowe, wystawy, koncerty). Oferta programowa podzielona jest na siedem ścieżek tematycznych: humanistyczną, przyrodniczą, społeczną, nauk ścisłych, artystyczną, techniczną oraz ścieżkę nauk o zdrowiu.

## Historia
Początek festiwalowej inicjatywie dały Dni Nauki organizowane w Akademii Bydgoskiej im. Kazimierza Wielkiego począwszy od 2003 roku. Święto uczelni połączone z popularyzacją wiedzy obchodzono przez kolejnych siedem lat (2003-2009). Dzięki tym doświadczeniom trzy bydgoskie uczelnie: Uniwersytet Kazimierza Wielkiego, Uniwersytet Technologiczno-Przyrodniczy oraz Wyższa Szkoła Gospodarki zorganizowały w dniach 26–28 maja 2010 r. pierwszy Bydgoski Festiwal Nauki.
W 2014 r. do grona organizatorów dołączyło Collegium Medicum UMK, a w 2016 r. Bydgoska Szkoła Wyższa.

## BFN w liczbach[2]
| Edycja | Rok  | Dni         | Liczba wszystkich propozycji programowych | Frekwencja uczestników |
| ------ | ---- | ----------- | ----------------------------------------- | ---------------------- |
| I      | 2010 | 26–28 maja  | 357                                       | 14 000                 |
| II     | 2011 | 25–28 maja  | 506                                       | 14 000                 |
| III    | 2012 | 23–26 maja  | 578                                       | 16 000                 |
| IV     | 2013 | 22- 25 maja | 663                                       | 15 000                 |
| V      | 2014 | 28–31 maja  | 627                                       | 18 000                 |
| VI     | 2015 | 20–23 maja  | 810                                       | 20 000                 |
| VII    | 2016 | 18–21 maja  | 936                                       | 21 000                 |
| VIII   | 2017 | 24–27 maja  | 920                                       | 27 000                 |
| IX     | 2018 | 23–27 maja  | 995                                       | 25 500                 |
| X      | 2019 | 22–26 maja  | 928                                       | 25 000                 |